# Hélène Keil
Hélène Keil (1948-2018) was een Belgische kunstenares, lichtkleuren-therapeut en schrijfster. Ze maakte deel uit van de Belgisch-Limburgse kunstenaarsgroep Research Group. 

## Werk
Keils vroege werk kenmerkt zich door kleurrijk optimisme. Heldere kleuren (zelfs fluo) en vormen kwamen terug in verschillende kunstvormen, zoals schilderijen, sculpturen, en litho’s. In haar later werk verlegde Keil de focus naar het innerlijke en spirituele, met focus op de natuurlijke wereld, en sneed ze nog meer kunstvormen aan, zoals keramiek of papiergieten. Haar carrière kenmerkt zich dus door een overgang van het kinderlijke naar het volwassene. 
In 2020 kwam het werk Zuid-westelijke maritieme luchtstromingen van Hélène Keil in het nieuws omdat het te koop werd aangeboden op een veiling, hoewel het deel uitmaakt van de Belgische overheidscollectie. Het werk werd in beslag genomen.

## Musea
- Het Stadsmus, Hasselt
- Mu.Zee, Oostende
- Collectie Vlaamse Gemeenschap
- Stedelijk Museum voor Actuele Kunst, Gent
- Koninklijke Musea voor Schone Kunsten van België, Brussel
- Museum van Bommel van Dam, Venlo
- M HKA, Antwerpen
- Musea Brugge
- Museum Plantin-Moretus, Antwerpen